# Municipio de Minden (Minnesota)
El municipio de Minden (en inglés: Minden Township) es un municipio ubicado en el condado de Benton en el estado estadounidense de Minnesota. En el año 2010 tenía una población de 1664 habitantes y una densidad poblacional de 18,98 personas por km².

## Geografía
El municipio de Minden se encuentra ubicado en las coordenadas 45°36′47″N 94°3′48″O / 45.61306, -94.06333. Según la Oficina del Censo de los Estados Unidos, el municipio tiene una superficie total de 87.67 km², de la cual 87,41 km² corresponden a tierra firme y (0,29 %) 0,26 km² es agua.

## Demografía
Según el censo de 2010, había 1664 personas residiendo en el municipio de Minden. La densidad de población era de 18,98 hab./km². De los 1664 habitantes, el municipio de Minden estaba compuesto por el 98,14 % blancos, el 0,66 % eran afroamericanos, el 0,18 % eran amerindios, el 0,24 % eran asiáticos, el 0,24 % eran de otras razas y el 0,54 % eran de una mezcla de razas. Del total de la población el 0,48 % eran hispanos o latinos de cualquier raza.